# Die Wütenden – Les Misérables
Die Wütenden – Les Misérables ist ein französisches Filmdrama von Ladj Ly, das im Mai 2019 im Wettbewerb der Internationalen Filmfestspiele von Cannes seine Premiere feierte und dort den Preis der Jury gewann. Im Rahmen der Verleihung des César 2020 erhielt der Film insgesamt neun Nominierungen und vier Prämierungen, darunter als bester Film. Zudem war Les Misérables bei der Oscarverleihung 2020 in der Kategorie Bester Internationaler Film nominiert. Am 20. November 2019 kam der Film in die französischen und am 23. Januar 2020 in die deutschen Kinos.
Der Film beruht auf wahren Begebenheiten, spielt in einer der Pariser Banlieues und erzählt von den schwierigen Lebensverhältnissen ihrer multikulturellen Bewohner und der Arbeit dreier Polizisten, die dabei mit alltäglicher Gewalt konfrontiert sind.

## Handlung
Der Polizist Stéphane hat sich zur Einheit der Verbrechensbekämpfung in Montfermeil versetzen lassen, einer französischen Gemeinde im Département Seine-Saint-Denis und einem Vorort von Paris. Die Spannungen zwischen den Banden, die in dieser Gegend leben, sind hoch. An seinem ersten Arbeitstag lernt Stéphane die Arbeit und das Viertel kennen, überwiegend vom Rücksitz des Peugeots seiner beiden Teamkollegen aus, dem aggressiven und leicht psychotischen Chris und dem eher ruhigen Gwada. Sie versuchen den Frieden in diesem benachteiligten multikulturellen Viertel aufrechtzuerhalten. Bei ihrer Arbeit müssen sie nicht nur mit Schulkindern Gespräche führen, sondern auch mit der Muslimbruderschaft und einem Gangster, der sich selbst zum Bürgermeister von Montfermeil ernannt hat. Kriminelle und Polizisten kennen sich hier bestens, und solange niemand die Nerven verliert, kommen sie miteinander aus.
Die eigentlichen Schwierigkeiten beginnen, als ein Zirkusdirektor den Diebstahl des Löwenbabys „Little Johnny“ aus seinem Zirkus meldet. Als Stéphane und seine Kollegen den minderjährigen Löwendieb Issa festnehmen wollen, setzen sie sich einer Gruppe wütender Kinder zur Wehr. In dem Tumult wird der Junge durch ein von Gwada abgefeuertes Gummigeschoss im Gesicht verletzt. Dieser Vorfall wird von einer Kameradrohne gefilmt, die der andere Junge Buzz von einem Hausdach aus steuert. Auf Chris’ Betreiben hin beschaffen sich die Polizisten die Speicherkarte mit dem Video, ehe Buzz dessen Veröffentlichung gelungen wäre, und verbergen damit die Tat, die sie in schlechtem Licht erscheinen lässt, vor der Öffentlichkeit. Zudem findet das Team den jungen Löwen wieder und bringt ihn dem Zirkusdirektor zurück. Unter scharfem Protest von Stéphane zwingt der Zirkusdirektor den verängstigten Issa für kurze Zeit, in einem Käfig einem ausgewachsenen Löwen gegenüberzustehen, der dabei fauchend und, ohne ihn körperlich zu verletzen, mit seinen Tatzen nach ihm schlägt. Chris lässt danach den traumatisierten Issa wieder frei, statt ihn – wie Stéphane es verlangt hat – zur Behandlung seiner Verletzungen in ärztliche Behandlung zu bringen. Zudem zwingt er Issa dazu, die wahre Ursache seiner Verletzungen zu verschweigen.
An einem der folgenden Tage sind Chris, Gwada und Stéphane erneut in ihrem Pkw in Montfermeil auf Streife unterwegs, als ihr Auto von teilweise vermummten Jugendlichen, darunter auch Issa, mit explosiven Stoffen attackiert wird. Dadurch zum Verlassen des Autos gezwungen, verfolgen die Drei die Jugendlichen in ein Wohnhaus. Dabei werden sie von diesen und weiteren Teenagern im Treppenhaus eingekesselt und massiv mit verschiedenen Waffen attackiert. Die von Stéphane angeforderte Verstärkung trifft nicht ein. Der selbsternannte Bürgermeister kommt in das Treppenhaus, um die Jugendlichen zu beschwichtigen, wird dabei aber von ihnen gelyncht, niedergeschlagen und -getreten. Chris wird von einem der Jugendlichen mit einem Wurfgeschoss am Auge verletzt. Buzz beobachtet die Lebensgefahr, in der sich die Polizisten befinden, durch den Spion einer Wohnungstür, die er ihnen öffnen möchte, jedoch innehält, als er sieht, dass Issa mit einem Molotowcocktail kommt. Als Issa mit einem brennenden Molotowcocktail wurfbereit den eingekesselten Polizisten gegenübersteht und von Stéphane mit der Pistole im Anschlag zum Unterlassen aufgefordert wird, blendet der Film aus und der Abspann beginnt.

## Gewalt in den Pariser Vororten
Der Film ist von den Unruhen von 2005 inspiriert, von denen auch Montfermeil betroffen war, wo in diesem Jahr zwei Jungen auf der Flucht vor der Polizei starben und es im Frühjahr 2006 zu erheblichen Übergriffen kam, bei denen mit Baseballschlägern bewaffnete Jugendliche das Wohnhaus des UMP-Bürgermeisters Xavier Lemoine mit Steinen bewarfen. Die Vorstadtunruhen zählen zu den schlimmsten, die Frankreich je erlebte. Knapp 3.000 Menschen wurden festgenommen, mehr als 8.000 Autos gingen in Flammen auf. Wegen der Unruhen hatte die französische Regierung beschlossen, Montfermeil besonders zu fördern.
Die Geschichte ist in diesem Pariser Vorort angesiedelt, der seinen besonderen Platz in der französischen Geschichte hat, da in Montfermeil auch der Roman Die Elenden (Originaltitel Les Misérables) von Victor Hugo spielt, hat jedoch außer dem gemeinsamen Schauplatz nichts gemeinsam. Dennoch werden die Ähnlichkeiten zwischen der heutigen wütenden Jugend und dem kleinen Gavroche vor 150 Jahren nur allzu deutlich.

## Produktion

### Stab und vorherige Filme
„Wie der junge Gavroche in Victor Hugos Les Misérables revoltieren besonders die jungen Leute gegen jede Form von Autorität. […] Nicht mehr kleine Gruppen demonstrieren für ihre Partikularinteressen, sondern ganz Frankreich steht auf. Wir müssen gemeinsam kämpfen.“

Der Filmemacher Ladj Ly ist in Montfermeil aufgewachsen, seine Familie stammt ursprünglich aus Mali. Ly hatte 2005 während der Unruhen in seinem Viertel begonnen, den Dokumentarfilm 365 Tage in Clichy-Montfermeil über die Gewalt, die sich damals in den Pariser Vororten entlud, zu drehen.
Er habe das fast 100-stündige Material trotz aller Angebote nicht verkauft, sondern den Film kostenlos ins Netz gestellt.
Diese Langzeitdoku nach den Aufständen 2005 diente wiederum für den Kurzfilm Les misérables als Basis, mit dem Ly 2018 für den César nominiert wurde. Die Idee zu Die Wütenden – Les Misérables basiert auf diesem Kurzfilm. Im Jahr 2006 hatte er Ausschreitungen der Polizei gefilmt und ins Netz gestellt, woraufhin das Polizei-Verhalten untersucht wurde. Die Polizisten wurden aufgrund seiner Bilder später verurteilt. Er wollte bereits in diesem Film die menschlichen Geschichten aufzeigen und weniger einen einfachen Bericht im Nachrichtenstil.
Der Film sei ein Alarmsignal an die politisch Verantwortlichen, die gar nicht wissen oder auch nicht wissen wollen, was in diesen Vierteln abgeht: „Ungerechtigkeit und Unterdrückung gehören zum Alltag der Menschen in den Banlieues“, so Ly, denn wie der junge Gavroche in Victor Hugos Les Misérables revoltierten besonders die jungen Leute gegen jede Form von Autorität. Trotz allem sei Die Wütenden  aber auch ein Film über Hoffnung, über die Chance zum Dialog. Deshalb habe er auch die letzte Szene offen gelassen. Ly lässt seinen Film mit einer aufwühlenden Szene und einem Zitat aus Hugos Werk enden: „Merkt Euch, Freunde! Es gibt weder Unkraut noch schlechte Menschen. Es gibt bloß schlechte Gärtner.“ Zu den Parallelen seines Films zum Roman erklärte Ly, er habe über das Elend und die bittere Armut sprechen wollen, die 100 Jahre nach Hugos Roman noch immer in den Vororten herrschten. So sei sein Film auch als eine Warnung an die Politiker gedacht. Vor 10 bis 15 Jahren habe es in den Vorstädten schon einmal Ausschreitungen gegeben, doch seitdem habe sich nichts verändert. Jetzt lebe dort eine neue Generation, um die man sich bemühen müsse.

### Besetzung und Synchronisation

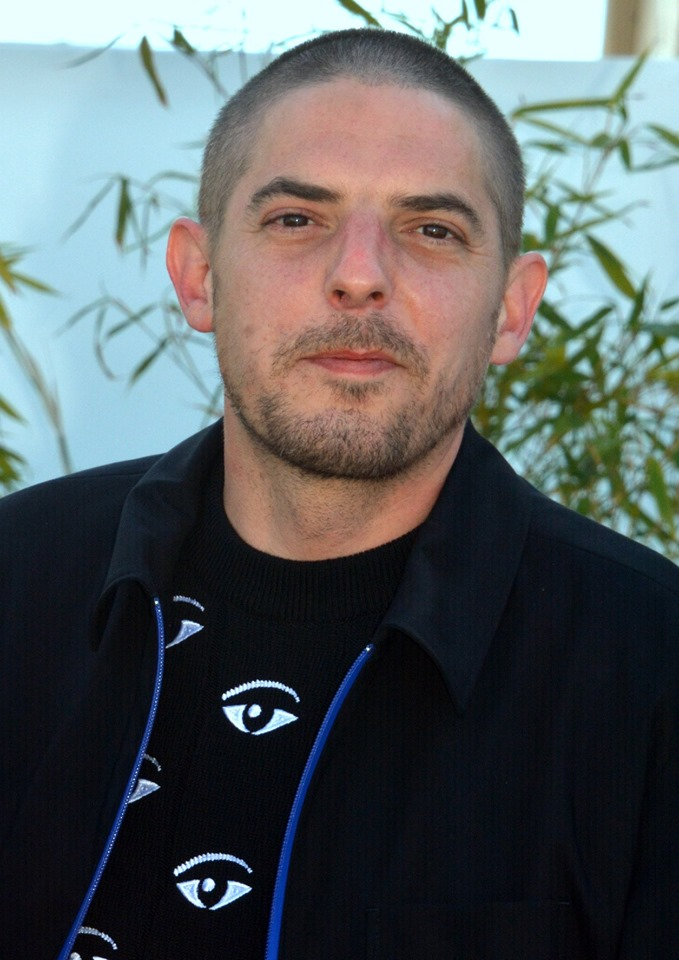
Damien Bonnard bei der Premiere des Films im Mai 2019 in Cannes

Ly hat sein Erstlingswerk vor allem mit Menschen aus Montfermeil gedreht, mit professionellen Schauspielern und Laienschauspielern. Damien Bonnard spielt den Polizisten Stéphane, Alexis Manenti und Djebril Zonga seine neuen Kollegen Chris und Gwada. Issa Perica spielt Issa, der das Löwen-Baby der Zirkusfamilie geklaut hat. Die Rolle des kleinen Buzz besetzte Ly mit seinem Sohn Al-Hassan als dessen Alter Ego. Jeanne Balibar hat im Film einen Cameo-Auftritt als Polizeichefin.
Die deutsche Synchronisation entstand nach der Dialogregie von Pierre Peters-Arnolds im Auftrag der Christa Kistner Synchronproduktion GmbH, Berlin. Finn Posthumus leiht in der deutschen Fassung Buzz seine Stimme.

### Dreharbeiten
Ein Großteil der Szenen ist mit der Handkamera gefilmt. Zusätzlich setzte Ly, wie bereits in seinem Dokumentarfilm, eine Drohne ein, die er zum wichtigen Teil der Handlung macht und die er immer wieder in die Höhe steigen lässt, um damit Dinge festzuhalten, die bald auch für die Polizei interessant werden. Als Kameramann fungierte Julien Poupard.

### Veröffentlichung
Eine erste Vorstellung des Films erfolgte am 15. Mai 2019 im Wettbewerb der Internationalen Filmfestspiele von Cannes, wo er mit dem Preis der Jury ausgezeichnet wurde. Es folgten zahlreiche Festivalteilnahmen, so etwa beim Sydney Film Festival, beim Filmfest München (in der Sektion Spotlight), beim Jerusalem Film Festival und dem Melbourne International Film Festival. Im September 2019 lief der Film beim Toronto International Film Festival in der Sektion Contemporary World Cinema sowie im Rahmen der Filmkunstmesse Leipzig. Im Oktober 2019 wurde er beim Unabhängigen FilmFest Osnabrück als Abschlussfilm gezeigt. Am 31. Oktober 2019 kam der Film in die spanischen und am 20. November 2019 in die französischen Kinos. Ein Kinostart in Deutschland erfolgte am 23. Januar 2020 im Verleih von Wild Bunch und Alamode Film. Ebenfalls im Januar 2020 erfolgte eine Vorstellung beim Palm Springs International Film Festival. Ende August und Anfang September 2020 wurde er in der Open-Air-Ausgabe des Festivals des deutschen Films vorgestellt. Im September 2020 wird er beim International Film Festival Piešťany gezeigt.

## Rezeption

### Kritiken
Bei Rotten Tomatoes konnte der Film 87 Prozent der Kritiker überzeugen und erreichte hierbei eine durchschnittliche Bewertung von 7,5 der möglichen 10 Punkte.
Ulrike Koltermann von ZDF heute bescheinigt dem Film, er sei eine gelungene Mischung aus chaotischem Vorstadtleben, derbem Polizistenhumor und erschreckender Gewalt, die plötzlich aufflamme.

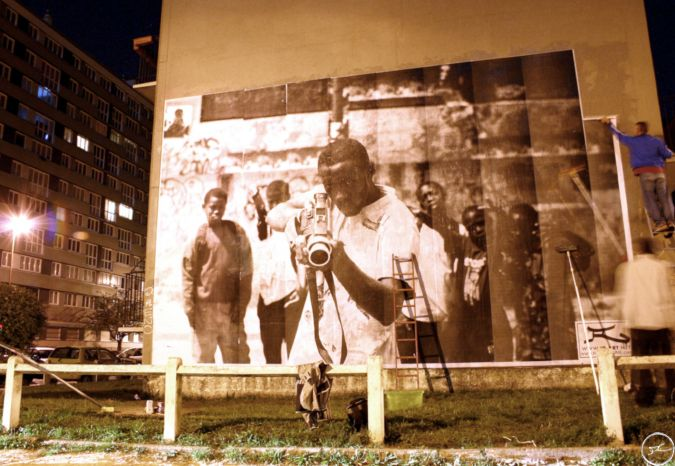
Regisseur Ladj Ly (Mitte) auf einer Montage des Fotografen JR im Jahr 2004, die auch im Film zu sehen ist

Nicholas Barber von der BBC schreibt, Ladj Ly erweise sich als erfahrener Stadtführer von Montfermeil und zeige dem Zuschauer die überfüllten Wohnungen und die weitläufigen Straßenmärkte, den Bauschutt, zwischen dem die Jugendlichen Fußball spielen, und die Kebab-Läden, die die Erwachsenen als Konferenzräume nutzen. Auch die Beziehung zwischen den drei Polizisten sei gekonnt gezeichnet. Gerade wenn man denke, die Geschichte steuere auf ein naheliegendes Ende zu, gebe es eine wilde Explosion in der Handlung, die zwar höchst unplausibel, aber so schockierend, aufregend und politisch faszinierend sei, dass sie den Film auf eine andere Ebene hebe. Lys Debütfilm sei sicherlich beeindruckend, und doch fragt sich Barber, ob er nicht großartig hätte sein können, wenn die letzten paar Minuten voller Adrenalin das Herzstück der Handlung gewesen wären und nicht das Ende.
Michael Meyns schreibt auf programmkino.de, dem Kinomagazin der AG Kino – Gilde deutscher Filmkunsttheater, der Film sei keine Neuverfilmung von Victor Hugos berühmten Roman, sondern eine wuchtige, wütende Parabel über das Verhältnis der Klassen im Paris der Gegenwart. Angesiedelt in einem vor allem von Migranten besiedelten Banlieue zeige Ly die Strukturen der Gewalt. "Schon in einem Kurzfilm hatte er davon erzählt, nun also eine lange Version, die sich einer holprigen Dramaturgie bedient und vor allem durch ihre Wucht und ihre semi-dokumentarischen Qualitäten überzeugt. Als soziologische Studie über die schwierigen Strukturen eines Pariser Banlieues ist das etwas dünn, als wuchtiges, engagiertes Pamphlet jedoch von großer Kraft.
Die Deutsche Film- und Medienbewertung versah den Film mit dem Prädikat besonders wertvoll. In der Jury-Begründung heißt es, Ly knüpfe an das Cinéma Beur der 1980er Jahre an, das der nordafrikanischen Bevölkerung Frankreichs erstmals eine eigene Stimme schenkte. Doch die Qualität von Die Wütenden liege gerade im Umstand, dass seine Protagonisten nicht polarisieren, sondern allesamt Teil der Gewaltspirale sind, was dem Film zweifellos eine nihilistische Grundtendenz gebe, die jedoch zugleich eine tiefe Bemühung um sozialen Realismus erkennen lasse. Der Film gestehe seinen Protagonisten mehrere Seiten zu, aus denen sich ein komplexes Bild der französischen Gegenwart formiert, die Dramaturgie des Films sei nicht vorhersehbar, und klischeehafte Konflikte würden vermieden. Es komme dem Film zudem zugute, dass er kurz vor der möglichen Eskalation endet, wodurch er verdeutliche, wie fragil das Gleichgewicht der Kräfte in einer multiethnischen Gesellschaft letztlich ist.
Die Jury der Evangelischen Filmarbeit empfahl im Januar 2020 Die Wütenden – Les Misérables als Film des Monats, da der Film es vermeide, parteiisch zu werden, und die übergriffige Gewalt der Polizei mit maßloser Gewalt der Jugendlichen beantwortet werde: „Dieser Film deckt die Wirklichkeit der Vorstädte von Paris auf, die sich fundamental vom Stadtzentrum unterscheiden.“

### Empfehlung für Unterrichtseinsatz
Das Onlineportal kinofenster.de empfiehlt den Film für die Unterrichtsfächer Französisch, Gesellschaftskunde, Sozialkunde, Politik, Ethik und Psychologie und bietet Materialien zum Film für den Unterricht. In Zusammenarbeit mit dem Verleiher Wild Bunch Germany bietet kinofenster.de zudem weiteres pädagogisches Begleitmaterial.

### Auszeichnungen (Auswahl)
Les Misérables wurde von Frankreich als Beitrag für die Oscarverleihung 2020 in der Kategorie Bester Internationaler Film eingereicht und Mitte Januar 2020 von der Academy of Motion Picture Arts and Sciences in dieser Kategorie nominiert. Vom Syndicat Français de la Critique de Cinéma et des Films de Télévision wurde Les Misérables zum besten Film des Jahres 2019 gekürt. Im Folgenden weitere Auszeichnungen und Nominierungen:
Black Reel Awards 2020
- Nominierung als Bester internationaler Film
- Nominierung für das Beste Drehbuch (Ladj Ly, Giordano Gederlini und Alexis Manenti)[32]

British Academy Film Awards 2021
- Nominierung als Bester nichtenglischsprachiger Film[33]

British Independent Film Awards 2020
- Nominierung als Best International Independent Film[34]

César 2020
- Auszeichnung als Bester Film (Ladj Ly)
- Nominierung als Bester Hauptdarsteller (Damien Bonnard)
- Nominierung für die Beste Regie (Ladj Ly)
- Auszeichnung als Bester Nachwuchsdarsteller (Alexis Manenti)
- Nominierung als Bester Nachwuchsdarsteller (Djebril Zonga)
- Nominierung als Bester Erstlingsfilm (Ladj Ly)
- Nominierung für das Beste Drehbuch (Ladj Ly, Giordano Gederlini und Alexis Manenti)
- Nominierung für die Beste Filmmusik (Marco Casanova und Kim Chapiron)
- Nominierung für die Beste Kamera (Julien Poupard)
- Nominierung für die Beste Ausstattung (Arnaud Lavaleix, Jérôme Gonthier, Marco Casanova)
- Auszeichnung für den Besten Schnitt (Flora Volpelière)
- Nominierung für den Besten Ton (Arnaud Lavaleix, Jérôme Gonthier, Marco Casanova)[35]
- Auszeichnung mit dem Publikumspreis

Critics’ Choice Movie Awards 2020
- Nominierung als Bester fremdsprachiger Film[36]

Durban International Film Festival 2019
- Auszeichnung als Bester Spielfilm (Ladj Ly)
- Auszeichnung für das Beste Drehbuch (Ladj Ly)[37]

Europäischer Filmpreis 2019
- Nominierung als Bester europäischer Film
- Nominierung für das Beste Drehbuch (Ladj Ly, Giordano Gederlini und Alexis Manenti)
- Auszeichnung als Europäische Entdeckung für den Prix FIPRESCI (Ladj Ly)[38]

European Film Festival Palić 2019
- Auszeichnung als Bester Film mit dem Golden Tower (Ladj Ly)
- Auszeichnung mit dem FIPRESCI-Preis als Bester Film (Ladj Ly)[39]

Festival des amerikanischen Films 2019
- Auszeichnung mit dem Michel d’Ornano Award (Ladj Ly)

Friedenspreis des Deutschen Films – Die Brücke 2020
- Auszeichnung mit dem internationalen Friedenspreis des Deutschen Films (Ladj Ly)[40]

Golden Globe Awards 2020
- Nominierung als Bester fremdsprachiger Film (Ladj Ly)

Goya 2020
- Auszeichnung in der Kategorie Bester europäischer Film[41]

Independent Spirit Awards 2020
- Nominierung als Bester internationaler Film (Ladj Ly)[42]

Internationale Filmfestspiele von Cannes 2019
- Nominierung für die Goldene Palme (Ladj Ly)
- Nominierung für die Goldene Kamera (Ladj Ly)
- Auszeichnung mit dem Preis der Jury
- Auszeichnung mit dem Prix de la citoyenneté attribué[43][44]

Jerusalem Film Festival 2019
- Nominierung für den Gabriel Sherover Foundation Award – Best International Film (Ladj Ly)
- Auszeichnung als Bester Internationaler Film mit dem Jerusalem Foundation Award (Ladj Ly)[45][46]

London Critics’ Circle Film Awards 2021
- Nominierung als Bester fremdsprachiger Film[47]

Oscarverleihung 2020
- Nominierung als Bester Internationaler Film

Palm Springs International Film Festival 2020
- Nominierung als Bester fremdsprachiger Film für den FIPRESCI-Preis (Ladj Ly)[48]

Prix Lumières 2020
- Auszeichnung als Bester Film (Ladj Ly)
- Nominierung für die Beste Regie (Ladj Ly)
- Auszeichnung für das Beste Drehbuch (Ladj Ly, Giordano Gederlini und Alexis Manenti)
- Nominierung für die Beste Kamera (Julien Poupard)
- Auszeichnung als Bester Nachwuchsdarsteller (Alexis Manenti)
- Nominierung als Bester Nachwuchsdarsteller (Issa Perica)
- Nominierung  als Bester Debütfilm (Ladj Ly)[49][50]

Satellite Awards 2019
- Nominierung als Bester fremdsprachiger Film[51]